# STSAT-2A
STSAT-2A (Science and Technology Satellite-2) ist der Name eines Satelliten des Korea Aerospace Research Institute (KARI), der nationalen Raumfahrt-Agentur von Südkorea.
Er wurde am 25. August 2009 mit einer KSLV-Trägerrakete vom Naro Space Center im Bezirk Goheung gestartet. Der Start wird jedoch als nur teilweise erfolgreich angesehen da sich der Satellit erst in 360 km anstelle der vorgesehenen 302 km Höhe von der Rakete trennte und so in einer zu hohen Bahn fliegt. Der etwa 100 kg schwere Satellit enthält als Nutzlast ein Lyman-Alpha-Imaging-Solar-Telescope (LIST) sowie einen Satelliten Laserreflektor (SLR) mit neun Reflektoren. Er wurde vom Satellite Technology Research Center (SaTReC) entwickelt und sollte der Sonnenforschung, der Vermessung der Umlaufbahn und als Technologiedemonstrator dienen. Der Satellit ist dreiachsenstabilisiert, wobei die Stabilisierung über analoge und digitale Sonnensensoren, sowie GPS-Empfänger erfolgt. Die Energieversorgung erfolgt über Solarzellenausleger mit GaInP2/GaAs/Ge Solarzellen (triple junction) die etwa 160 Watt liefern, die Datenübertragung erfolgt im S- und X-Band. Die Lebenserwartung wird mit über zwei Jahre angegeben.
Der 106 kg schwere Vorgänger STSAT-1 (auch Kaistsat 4 genannt) wurde am 27. September 2003 von einer Rakete vom Typ Kosmos 3M in eine Erdumlaufbahn gebracht. Der Start des Nachfolgers STSAT-2B sollte am 9. Juni 2010 erfolgen, musste aber kurzfristig verschoben werden. Beim zweiten Startversuch explodierte am 10. Juni 2010 die Trägerrakete 137 Sekunden nach dem Start, wobei der Satellit zerstört wurde. Ein drittes Exemplar, genannt STSAT-2C, wurde dann am 30. Januar 2013 in die Erdumlaufbahn gebracht. Dies war der erste erfolgreiche Orbitalstart Südkoreas.